# Bogdan Gavrilă
Bogdan Cătălin Gavrilă (Galați, 6 febbraio 1992) è un calciatore rumeno, centrocampista del San Luca.

## Carriera
Ha giocato nella massima serie dei campionati rumeno, cipriota e maltese.

## Palmarès

### Club

#### Competizioni nazionali
- Supercoppa di Malta: 1

Valletta: 2018
- Campionato maltese: 1

Valletta: 2018-2019